# Circuits continentaux de cyclisme 2005
Les Circuits continentaux de cyclisme sont des programmes d'épreuves de courses cyclistes sur routes mis en place par l'UCI. Ces calendriers viennent en complèment de celui du ProTour 2005. Ces épreuves sont ouvertes aux équipes du ProTour, aux équipes continentales professionnelles (ex-D2) et celles dites simplement continentales (ex-D3). Certaines épreuves ouvrent également leurs portes à des formations amateurs ou semi-professionnelles.
Les Circuits continentaux de cyclisme 2005 ont lieu du 8 janvier au 13 octobre 2005.

## Circuit européen

### Février
| Février | Courses                                       | Vainqueur                    | Équipe                |
| 1er     | Grand Prix d'ouverture La Marseillaise France | Nicki Sørensen Danemark      | Team CSC              |
| 2-6     | Étoile de Bessèges France                     | Freddy Bichot France         | La Française des jeux |
| 6       | Trofeo Mallorca Espagne                       | Óscar Freire Espagne         | Rabobank              |
| 6       | Grand Prix de la côte étrusque Italie         | Alessandro Petacchi Italie   | Fassa Bortolo         |
| 7       | Trofeo Alcudia Espagne                        | Óscar Freire Espagne         | Rabobank              |
| 8       | Trofeo Soller Espagne                         | Alejandro Valverde Espagne   | Illes Balears         |
| 9       | Trofeo Manacor Espagne                        | Alejandro Valverde Espagne   | Illes Balears         |
| 9-13    | Tour méditerranéen France                     | Jens Voigt Allemagne         | Team CSC              |
| 10      | Trofeo Calvia Espagne                         | Antonio Colom Espagne        | Illes Balears         |
| 10-13   | Grand Prix International Costa Azul Portugal  | Rubén Plaza Espagne          | Comunidad Valenciana  |
| 13-17   | Tour d'Andalousie Espagne                     | Francisco Cabello Espagne    | Comunidad Valenciana  |
| 15      | Trofeo Laigueglia Italie                      | Kim Kirchen Luxembourg       | Fassa Bortolo         |
| 16-20   | Tour de l'Algarve Portugal                    | Hugo Sabido Portugal         | Paredes               |
| 19      | Tour du Haut-Var France                       | Philippe Gilbert Belgique    | La Française des jeux |
| 19-20   | Criterium des Espoirs France                  | Jean Mespoulède France       | CC Marmande           |
| 19      | Trophée Luis Puig Espagne                     | Alessandro Petacchi Italie   | Fassa Bortolo         |
| 20      | Classic Haribo France                         | Gorik Gardeyn Belgique       | Mr Bookmaker          |
| 22-26   | Tour de la Communauté valencienne Espagne     | Alessandro Petacchi Italie   | Fassa Bortolo         |
| 26      | Grand Prix de Chiasso Suisse                  | Kim Kirchen Luxembourg       | Fassa Bortolo         |
| 26      | Het Volk Belgique                             | Nick Nuyens Belgique         | Quick Step            |
| 26      | Beverbeek Classic Belgique                    | Jarno Van Mingeroet Belgique | Profel                |
| 27      | Classique d'Almeria Espagne                   | José Iván Gutiérrez Espagne  | Illes Balears         |
| 27      | Kuurne-Bruxelles-Kuurne Belgique              | Non attribué                 |                       |
| 27      | Grand Prix de Lugano Suisse                   | Rik Verbrugghe Belgique      | Quick Step            |

### Mars
| Mars     | Courses                                         | Vainqueur                      | Équipe             |
| 2        | Memorial Samyn - Fayt-le-Franc Belgique         | annulé (neige)                 |                    |
| 2 au 6   | Tour de Murcie Espagne                          | Koldo Gil Espagne              | Liberty Seguros    |
| 4 au 6   | Trois Jours des Flandres Belgique               | course annulée (neige)         |                    |
| 5        | Milan-Turin Italie                              | Fabio Sacchi Italie            | Fassa Bortolo      |
| 5        | Vlaamse Pijl Belgique                           | course annulée (neige)         |                    |
| 6        | Tour du Lac Majeur Suisse                       | Mauro Santambrogio Italie      | Team LPR           |
| 6        | Trophée Zssdi Italie                            | Maurizio Biondo Italie         | GS Promosport      |
| 6        | Prix de Lillers France                          | Johan Coenen Belgique          | Mr Bookmaker       |
| 6        | Trophée Pantalica Italie                        | course annulée                 |                    |
| 6        | Les Monts Luberon France                        | Florent Brard France           | Agritubel          |
| 7        | Tour de la Province de Lucca Italie             | Mario Cipollini Italie         | Liquigas-Bianchi   |
| 7        | Trophée de l’Etna Italie                        | course annulée                 |                    |
| 10 au 13 | Grand Prix International Portugal               | Cândido Barbosa Portugal       | LA Aluminios       |
| 13       | Paris-Troyes France                             | Florent Brard France           | Agritubel          |
| 13       | Gent-Ieper - Kattekoers Belgique                | course annulée                 |                    |
| 13       | Bordeaux-Saintes France                         | John Nilsson Suède             |                    |
| 13       | Trophée Franco Balestra Italie                  | Branislau Samoilau Biélorussie | Biélorussie        |
| 13       | Tour du Mendrisiotto Suisse                     | Michele Maccanti Italie        | Team LPR           |
| 13       | Omloop van het Waasland - Kemzeke Belgique      | Gorik Gareyn Belgique          | Mr Bookmaker       |
| 13       | Trophée Poreč Croatie                           | Jochen Summer Autriche         | Elk Haus - Simplon |
| 16       | Nokere-Koerse Belgique                          | Steven de Jongh Pays-Bas       | Rabobank           |
| 17 au 20 | Trophée d’Istrie Croatie                        | Borut Božič Croatie            | Perutnina Ptuj     |
| 18       | Classic Loire-Atlantique France                 | José Alberto Martínez Espagne  | Agritubel          |
| 20       | Grand Prix de Cholet France                     | Pierrick Fédrigo France        | Bouygues Telecom   |
| 20       | Grand Prix San Giuseppe Italie                  | Martin Pedersen Danemark       | GLS                |
| 20       | Grand Prix Rudy Dhaenens Belgique               | Koen Barbé Belgique            | Chocolat Jacques   |
| 20       | Stausee-Rundfahrt Klingnau Suisse               | Danilo Napolitano Italie       | Team LPR           |
| 20       | La Roue Tourangelle France                      | Gilles Canouet France          | Agritubel          |
| 21 au 25 | Semaine catalane Espagne                        | Alberto Contador Espagne       | Liberty Seguros    |
| 21 au 27 | Tour de Normandie France                        | Kai Reus Pays-Bas              | Rabobank           |
| 22 au 26 | Settimana Ciclistica Internazionale Italie      |                                |                    |
| 23       | Grand Prix de Waregem Belgique                  | Romain Fondard France          | VC Roubaix         |
| 23       | Dwars door Vlaanderen Belgique                  | Niko Eeckhout Belgique         | Chocolat Jacques   |
| 23 au 26 | The Paths of King Nikola Serbie-et-Monténégro   |                                |                    |
| 26       | Prix des Flandres Belgique                      |                                |                    |
| 26 au 27 | Critérium international France                  |                                |                    |
| 27       | Brabantse Pijl Belgique                         |                                |                    |
| 27       | Annemasse-Bellegarde-Annemasse France           |                                |                    |
| 28       | Tour de Reggio-Calabria Italie                  |                                |                    |
| 28       | Rund um Köln Allemagne                          |                                |                    |
| 28       | Tour du Belvedere Italie                        |                                |                    |
| 29       | Grand Prix Palio del Recioto Italie             |                                |                    |
| 29       | Paris-Camembert France                          |                                |                    |
| 29       | Coppa Apollo Italie                             |                                |                    |
| 29 au 31 | KBC Driedaagse van De Panne - Koksijde Belgique |                                |                    |

## Principales épreuves des autres continents

### Afrique
| Dates            | Courses              | Vainqueur                    | Équipe    |
| 16 au 24 février | Tour d'Égypte Égypte | Serguey Pretyakov Kazakhstan | (élite 2) |

### Amérique
| Dates                | Courses                    | Vainqueur                | Équipe                |
| 8 au 21 janvier      | Tour de Tachira Colombie   | José Rujano Colombie     | Colombia Selle-Italia |
| 16 au 23 janvier     | Tour de Sao Paulo Brésil   | Jorge Giacinti Argentine | Colombia Selle-Italia |
| 8 au 20 février      | Tour de Cuba Cuba          | Damian Martinez Cuba     | (élite 2)             |
| 20 février au 6 mars | Tour d'Argentine Argentine |                          |                       |

### Asie
| Dates            | Courses                   | Vainqueur                    | Équipe             |
| 16 au 21 janvier | Tour du Siam Thaïlande    | Koji Fukushima Japon         | Bridgestone Anchor |
| 28 au 6 février  | Tour de Langkawi Malaisie | Ryan Cox Afrique du Sud      | Barloworld         |
| 29 janvier       | Grand Prix de Doha Qatar  | Robert Hunter Afrique du Sud | Phonak             |

### Océanie
| Dates            | Courses                   | Vainqueur                 | Équipe          |
| 18 au 23 janvier | Tour Down Under Australie | Luis León Sánchez Espagne | Liberty Seguros |